# Aurel Grozda
Aurel Grozda (n. 1876, Simandul de Jos – d. 1938, Arad) a fost un deputat în Marea Adunare Națională de la Alba Iulia, organismul legislativ reprezentativ al „tuturor românilor din Transilvania, Banat și Țara Ungurească”, cel care a adoptat hotărârea privind Unirea Transilvaniei cu România, la 1 decembrie 1918.:p. 125

## Biografie
Aurel Grozda a făcut Academia de Drept la Oradia, după care apoi depunde definitiv examenul de avocat la Tg. Mures în 1900.:p. 125

## Activitatea politică
A fost membrul al Partidului Național Român. A fost deputat în primul Parlament Românesc.